# A28 (Kasachstan)
Die A28 ist eine Fernverkehrsstraße in Kasachstan. Die Straße ist eine Nord-Süd-Route im Westen des Landes, sie verbindet die Städte Oral und Atyrau und hat eine Länge von 487 km. Sie ist ein Teilstück des Asiatischen Fernstraßen-Projekt und hat die Nummer AH63.

## Verlauf und Allgemeines
Die A28 beginnt in Oral an der A29. Sie verläuft nach Süden parallel zum westlichen Ufer des Urals, der die Grenze zwischen Europa und Asien darstellt, somit befindet sie sich auf der gesamten Länge in Europa. Die Landschaft im Norden ist eine kultivierter Steppe rund um Oral, der Südteil der Route führt durch eine trockene Wüste. Entlang der Strecke befinden sich zahlreiche Siedlungen, die aufgrund der Nähe des Urals entstanden sind.  Bei Tschapajew zweigt die A31 in westlicher Richtung als einzige große Nebenstraße zwischen Atyrau und Oral ab.
Die Straße endet nördlich von Atyrau an der A27.
Die Straße ist zweistreifig ausgebaut.

## Geschichte
Die Bezeichnung A28 wurde im Rahmen der Neustrukturierung des kasachischen Straßennetz im Jahre 2011 vergeben.

## Größere Orte entlang der Strecke
- Oral
- Tschapajew
- Atyrau